# Eleição municipal de Uberaba em 2008
A eleição municipal da cidade brasileira de Uberaba ocorreu no dia 5 de outubro de 2008 para a eleição de 1 prefeito, 1 vice-prefeito e de 14 vereadores para a administração da cidade. 
Adauto obteve 54,80% dos votos válidos, porcentagem suficiente para ser considerado matematicamente vencedor do pleito, sem a necessidade de um 2º turno. Em segundo lugar ficou Fahim Sawan (PSDB), que recebeu 42,38% dos votos válidos.
Anderson Adauto, junto com o vice-prefeito, Paulo Mesquita, assumiu o cargo no dia 1º de janeiro de 2009, com o fim de mantado previsto para o dia 31 de dezembro de 2012.

## Polêmicas
- Anderson Adauto, teve a candidatura impugnada em decisão de primeira instância, e portanto não estaria apto para concorrer a prefeito de Uberaba em 2008. Ele recorreu, e acabou obtendo direito de concorrer a prefeitura após decisão do STF (Supremo Tribunal Federal), que garantiu aos candidatos que ainda não tinham sido julgados, o direito de participar do pleito daquele ano.[1]

- Sob a denúncia coligação de Sawan, a PF (Polícia Federal) vasculhou duas autarquias no município, as vésperas da eleição, alegando que os computadores instalados nesses locais estavam sendo utilizados para fazer campanha a favor de Adauto.[1]

## Candidatos
|  | Nº | Candidato(a) a prefeito | Candidato(a) a prefeito                               | Candidato(a) a vice-prefeito | Candidato(a) a vice-prefeito                              | Coligação |
|  | -- | ----------------------- | ----------------------------------------------------- | ---------------------------- | --------------------------------------------------------- | --- |
|  | 15 |                         | Anderson Adauto (PMDB) Anderson Adauto Pereira        |                              | Paulo Mesquita (PR) Paulo Miguel de Mesquita              | Uberaba cada dia melhor - Partido do Movimento Democrático Brasileiro (PMDB) - Partido da República (PR) - Partido Comunista do Brasil (PCdoB) - Partido Social Liberal (PSL) - Partido Republicano Progressista (PRP) - Partido dos Trabalhadores (PT) - Partido Social Cristão (PSC) - Partido Socialista Brasileiro (PSB) - Partido Democrático Trabalhista (PDT) - Partido da Mobilização Nacional (PMN)                                                                                                  |
|  | 16 |                         | Adriano Espíndola (PSTU) Adriano Espíndola Cavalheiro |                              | Eustáquio Reis (PSOL) José Eustáquio dos Reis             | Frente de Esquerda dos Trabalhadores - Partido Socialista dos Trabalhadores Unificado (PSTU) - Partido Socialismo e Liberdade (PSOL) |
|  | 45 |                         | Fahim Sawan (PSDB) Fahim Miguel Sawan                 |                              | Isabel do Nascimento (PRB) Isabel Aparecida do Nascimento | Mudança em Ação - Partido da Social Democracia Brasileira (PSDB) - Partido Republicano Brasileiro (PRB) - Partido Trabalhista Cristão (PTC) - Partido Trabalhista Brasileiro (PTB) - Democratas (DEM) - Partido Verde (PV) - Partido Trabalhista do Brasil (PTdoB) - Partido Social Democrata Cristão (PSDC) - Partido Progressista (PP) - Partido Humanista da Solidariedade (PHS) - Partido Trabalhista Nacional (PTN) - Partido Renovador Trabalhista Brasileiro (PRTB) - Partido Popular Socialista (PPS) |

## Resultado da eleição
| Anderson Adauto (PMDB)   | Paulo Mesquita (PR)        | 85.057  | 54,80%  |
| Fahim Sawan (PSDB)       | Isabel do Nascimento (PRB) | 65.790  | 42,38%  |
| Adriano Espíndola (PSTU) | Eustáquio Reis (PSOL)      | 4.379   | 2,82%   |
| Total de votos válidos   | Total de votos válidos     | 155.226 | 100,00% |
| Votos apurados           |                            |         |         |
| Votos válidos            | Votos válidos              | 155.226 | 90,88%  |
| Votos em branco          | Votos em branco            | 4.927   | 2,88%   |
| Votos nulos              | Votos nulos                | 10.645  | 6,23%   |
| Total de votos apurados  | Total de votos apurados    | 170.798 | 100,00% |
| Eleitores                |                            |         |         |
| Comparecimento           | Comparecimento             | 170.798 | 83,95%  |
| Abstenções               | Abstenções                 | 32.653  | 16,05%  |
| Total de eleitores       | Total de eleitores         | 203.451 | 100,00% |
| Total de seções: 575     |                            |         |         |

### Vereadores
| Candidato                        | Partido | Votos | Porcentagem |
| -------------------------------- | ------- | ----- | ----------- |
| Almir Pereira da Silva           | PR      | 6.643 | 4,22%       |
| Antônio dos Reis Gonçalves Lerin | PSB     | 6.073 | 3,86%       |
| Antonio Carlos Silva Nunes       | PMDB    | 4.318 | 2,74%       |
| Lourival dos Santos              | PC do B | 3.840 | 2,44%       |
| Cleber Humberto de Souza Ramos   | PMDB    | 3.831 | 2,43%       |
| Luiz Humberto Dutra              | PDT     | 3.457 | 2,20%       |
| Itamar Ribeiro de Rezende        | DEM     | 3.017 | 1,92%       |
| Afranio Cardoso de Lara Resende  | PP      | 3.002 | 1,91%       |
| Samuel Pereira                   | PR      | 2.990 | 1,90%       |
| João Gilberto Ripposati          | PSDB    | 2.527 | 1,61%       |
| Marcelo Machado Borges           | PMDB    | 2.489 | 1,58%       |
| Jorge Ferreira Cruz Filho        | PMN     | 2.280 | 1,45%       |
| Carlos Alberto de Godoy          | PTB     | 1.855 | 1,18%       |
| José Severino Rosa               | PTC     | 1.436 | 0,91%       |

## Representação numérica das coligações na Câmara dos Vereadores
| Coligações             | Votos  | Votos válidos (%) | Número de Vereadores |
| PR / PSC / PSB / PDT   | 39.952 | 25,38             | 4                    |
| PMDB                   | 25.345 | 16,10             | 3                    |
| DEM / PTC              | 12.465 | 07,92             | 2                    |
| PT / PC do B           | 17.107 | 10,87             | 1                    |
| PP / PV                | 14.911 | 09,47             | 1                    |
| PTB / PRB              | 14.626 | 09,29             | 1                    |
| PSDB                   | 12.109 | 07,69             | 1                    |
| PSL / PRP / PMN        | 11.849 | 07,53             | 1                    |
| PTN / PHS / PRTB / PPS | 5.772  | 03,67             | 0                    |
| PSDC / PT do B         | 2.536  | 01,61             | 0                    |
| PSTU / PSOL            | 751    | 00,48             | 0                    |

## Contagem de Votos
| Votos Apurados     | 203.451 |
| Urnas apuradas     | 575     |
| Eleitorado         | 203.451 |
| Eleitorado Apurado | 203.451 |
| Abstenções         | 32.653  |
| Total de Urnas     | 575     |

| Votos Válidos | 157.423 | 77,38% |
| Votos Brancos | 6.172   | 3,03%  |
| Votos nulos   | 7.203   | 3,54%  |